# Соломон Уорриорз
Соломон Уорриорз (англ. Solomon Warriors F.C.) — футбольный клуб с Соломоновых Островов. Основан в 1981 году. Выступает в Телеком С-Лиге.

## История
Клуб был основан в 1981 году и назван Solomon Warriors F.C., что в переводе означает «Соломонские воины». Своё название клуб получил в честь памяти о воинах, погибших во время Второй мировой войны, отстаивая свою родину. С момента своего основания команда вплоть до 2003 года играла в различных любительских турнирах. Когда же, в 2003 году был основан Чемпионат Соломоновых Островов по футболу, Соломон Уорриорз сразу был повышен наряду с ещё 7 клубами. Хотя в футбольной системе Соломоновых Островов предусмотрен вылет из высшей лиги, Соломон Уорриорз ни разу не подвергся этому. В 2006, 2008, 2009 годах Соломон Уорриорз финишировал на третьей позиции в Высшей лиге. В сезоне же 2011/12 клуб впервые выиграл национальное первенство и получил право сыграть в Лиге чемпионов ОФК 2012/13. Соперниками по группе стали вануатский «Амикаль», фиджийский «Ба» и новогвинейский «Хекари Юнайтед».

## Достижения
- Суперкубок Меланезии по футболу
  -  Чемпион (2) — 2014, 2015
- Чемпионат Соломоновых островов по футболу
  -  Чемпион (3) — 2011/2012, 2013/2014, 2015/2016
  -  Серебро (3) — 2009/10, 2010/11, 2014/15
  -  Бронза (2) — 2007/08, 2008/09

## Состав
Примечание: Флаги указываются, так как игрок может иметь более одного гражданства по правилам ФИФА.
| №  |                    | Позиция | Игрок            |
| -- | ------------------ | ------- | ---------------- |
| 1  | Соломоновы Острова | Вр      | Самсон Коти      |
| 2  | Соломоновы Острова | Защ     | Хадиси Аегари () |
| 3  | Соломоновы Острова | Защ     | Мэтсон Фени      |
| 4  | Соломоновы Острова | Защ     | Фред Факари      |
| 5  | Соломоновы Острова | Нап     | Деннис Ифунаоа   |
| 6  | Соломоновы Острова | ПЗ      | Молеа Тиги       |
| 9  | Соломоновы Острова | Нап     | Джерри Донга     |
| 10 | Соломоновы Острова | ПЗ      | Альберт Уитни    |
| 11 | Соломоновы Острова | Нап     | Иан Пайя         |
| 14 | Соломоновы Острова | ПЗ      | Огустин Самани   |

| №  |                    | Позиция | Игрок            |
| -- | ------------------ | ------- | ---------------- |
| 15 | Вануату            | ПЗ      | Даниель Нату     |
| 16 | Соломоновы Острова | Защ     | Эммануэль Пойла  |
| 18 | Соломоновы Острова | ПЗ      | Генри Фаародо    |
| 19 | Соломоновы Острова | Нап     | Гибсон Додо      |
| 21 | Вануату            | Защ     | Брайан Кэлтак    |
| 22 | Соломоновы Острова | Защ     | Милтон Фурай     |
| 24 | Вануату            | Нап     | Кенси Тангис     |
| 26 | Соломоновы Острова | Защ     | Луа Тайсара Мани |
| 27 | Соломоновы Острова | Нап     | Бенджамин Баору  |
| 28 | Соломоновы Острова | Вр      | Энтони Талу      |